# Qualtrics
Qualtrics International Inc. är ett amerikanskt multinationellt IT-företag som verkar främst inom molnbaserade surveyundersökningar. Företaget har huvudkontor både i Provo i Utah och Seattle i Washington. År 2020 hade Qualtrics fler än 3 000 anställda i nio länder världen över.

## Historik
Företaget grundades 2002 av Scott Smith och dennes söner Jared Smith och Ryan Smith samt vännen Stuart Orgill. Den 11 november 2018 meddelade IT-företaget SAP SE att det skulle förvärva Qualtrics för åtta miljarder amerikanska dollar och affären slutfördes den 23 januari 2019. Den 26 juli 2020 blev det offentligt att SAP hade för avsikt att göra om Qualtrics till ett publikt aktiebolag och aktien skulle handlas på Nasdaq. SAP skulle dock behålla en majoritetsaktiepost i Qualtrics. I mars 2023 köpte riskkapitalbolaget Silver Lake och kapitalförvaltaren CPP Investments Qualtrics för 12,5 miljarder dollar.